# Campanella boninensis
Campanella boninensis är en svampart som först beskrevs av S. Ito & S. Imai, och fick sitt nu gällande namn av Erast Parmasto 1981. Campanella boninensis ingår i släktet Campanella och familjen Marasmiaceae.   Inga underarter finns listade i Catalogue of Life.